# Shin Seung Hun Vol.3
Shin Seung Hun Vol.3는 신승훈의 3집 정규 앨범이며, 1993년 4월 15일 발매됐다.

## 음반
신승훈이 애초에 감상용 앨범이 아닌 콘서트용 앨범으로 기획한 3집의 〈널 사랑하니까〉는 1,2집의 성공을 발판으로 공중파 활동은 대폭 줄이고 전국 투어 라이브 콘서트를 열어 일반 대중들과 더 가깝게 접할 수 있는 계기가 된 앨범이다. 특이점은 라이브 콘서트 위주의 활동에 전념하느라 TV출연을 거의 하지 못했음에도 불구하고  KBS 가요톱텐에서 〈널 사랑하니까〉라는 곡이 상대 곡을 바꿔가며 11주 연속이나 2위를 기록했다는 점이다. 그리고 〈로미오 & 줄리엣〉, 〈소녀에게 (Hey Girl)〉, 〈처음 그 느낌처럼〉등을 잇따라 히트시키며 가요계에 신승훈의 위상을 더욱 확고히 하는 앨범이 되었다. 또한 여세를 몰아 2집의 〈보이지 않는 사랑〉에 이어 2년 연속 골든 디스크 대상을 수상하였다. 93년 5월에는 홍콩 최고 스타 유덕화와의 조인트 콘서트로 화제가 되기도 하였다.

## 수록곡
| #             | 제목                    | 작사             | 작곡          | 재생 시간 |
| ------------- | ----------------------- | ---------------- | ------------- | --------- |
| 1.            | 〈널 사랑하니까〉       | 신승훈           | 신승훈        | 4:26      |
| 2.            | 〈소녀에게 (Hey Girl)〉 | 신승훈 ・ 이풀잎 | 신승훈        | 4:10      |
| 3.            | 〈로미오 & 줄리엣〉     | 신승훈           | 신승훈        | 3:20      |
| 4.            | 〈어젯밤 꿈에〉         | 천성일           | 천성일        | 3:35      |
| 5.            | 〈처음 그 느낌처럼〉    | 김창환           | 천성일        | 3:42      |
| 6.            | 〈나처럼〉              | 신승훈           | 김형석        | 3:57      |
| 7.            | 〈밤이 내리면〉         | 신승훈           | 천성일        | 3:56      |
| 8.            | 〈널 위해서라면〉       | 신승훈           | 천성일        | 3:53      |
| 총 재생 시간: | 총 재생 시간:           | 총 재생 시간:    | 총 재생 시간: | 30:59     |

## 제작진
- PRODUCE : 김창환
- EXECUTIVE PRODUCERS : 신승훈
- ALL ARRANGE : 김형석
- DRUM : 배수연
- BASS : 김현규
- GUITAR : 함춘호
- PIANO & SYNTH : 김형석
- SOLO CELLO : 권혜영
- VIOLIN, VIOLA, CELLO : KBS교향악단
- COMPUTER : 원창준
- CHORUS : 신승훈, 신윤미, 김건모
- RECORDING & MIXING : 도정희, 노양수
- STUDIO : 서울 STUDIO